# مارك كيرشنر
مارك كيرشنر (Mark Kirchner) هو لاعب أولمبي لرياضة بياثلون من ألمانيا. شارك في الأولمبياد الشتوي في 1992–1994، وفاز بما مجموعه 4 ميداليات.

## الميداليات
| ذهب | فضة | برونز | المجموع |
| 3   | 1   | 0     | 4       |

## روابط خارجية
- مارك كيرشنر على موقع IBU (الإنجليزية)
- مارك كيرشنر على موقع الاتحاد الدولي للتزلج (التزلج الريفي) (الإنجليزية)
- مارك كيرشنر على موقع أوليمبيديا (الإنجليزية)